# Sheyla Gutiérrez
Sheyla Gutiérrez Ruiz (* 1. Januar 1994 in Varea) ist eine spanische Radrennfahrerin.

## Sportliche Laufbahn
2011 belegte Sheyla Gutiérrez bei den Straßenweltmeisterschaften in Kopenhagen Platz sechs im Straßenrennen der Juniorinnen. Im Jahr darauf wurde sie spanische Straßenmeisterin der Jugend.
2013 erhielt Gutiérrez einen Vertrag beim Team Lointek. Ihr erster großer Erfolg war 2015 der Sieg beim Grand Prix de Plumelec-Morbihan, bei der WM 2016 belegte sie im Straßenrennen den achten Platz. 2017 war ihr bis dahin erfolgreichstes Jahr: Sie wurde spanische Straßenmeisterin der Elite-Frauen, gewann Le Samyn und entschied eine Etappe des Giro d’Italia Femminile für sich. 2018 gewann sie jeweils die Gesamtwertung der Tour of Zhoushan Island und des Panorama Guizhou International Women’s Road Cycling Race. Im Jahr darauf wurde sie spanische Zeitfahrmeisterin. 2020 gewann sie das Eintagesrennen La Périgord Ladies und 2022 zwei Etappen der Tour Cycliste Féminin International de l’Ardèche.

## Erfolge
2012
- Spanische Jugend-Meisterin – Straßenrennen

2015
- Grand Prix de Plumelec-Morbihan

2017
- Le Samyn
- eine Etappe Giro d’Italia Donne
- Spanische Meisterin – Straßenrennen

2018
- Gesamtwertung und Punktewertung Tour of Zhoushan Island
- Gesamtwertung und eine Etappe Panorama Guizhou International Women’s Road Cycling Race

2019
- Spanische Meisterin – Einzelzeitfahren

2020
- La Périgord Ladies

2022
- zwei Etappen Tour Cycliste Féminin International de l’Ardèche

2024
- La Picto-Charentaise